# 李燮 (北魏)
李燮（?—?），字德谐，南北朝北魏官员。出自陇西李氏，李翻玄孙，李宝曾孙，李承之孙，李彦之子。
李燮年轻时有风度名望，初任司徒参军。后来历任著作佐郎、司徒祭酒、司徒主簿。去世，追赠辅国将军、太常少卿。其子李士万，有好的名望，官至高都郡太守。